# Рей Ніколсон
Рей Ніколсон (англ. Ray Nicholson; нар. 20 лютого 1992) — американський актор, який здобув популярність після участі у фільмі жахів «Усміхайся 2».

## Біографія
Ніколсон — син Джека Ніколсона і Ребеки Бруссар. З'явився разом з Діане Крюгер у фільмі Ніла Лабута «Ідеальне алібі» (2022). На телебаченні з'явився в серіалі Amazon Prime Video 2021 року «Паніка». Широку популярність отримав після участі в хорорі «Усміхайся 2». Режисер Паркер Фінн зізнався, що відібрав Ніколсона у фільм "Усміхайся 2 (2024) як дані поваги Джеку Торрансу, персонажу, якого його батько зіграв у «Сяйво». У 2025 році Ніколсон знявся в комедійному трилері «Ніч з психопатом» і комедійному бойовику Новокаїн.

## Фільмографія
| Рік  |   | Українська назва      | Оригінальна назва        | Роль                          |
| ---- | - | --------------------- | ------------------------ | ----------------------------- |
| 2006 | ф | Запасні гравці        | The Benchwarmers         | дитина-кетчер в Ігри №2       |
| 2018 | ф | Чужак                 | The Outsider             | американський біржовий брокер |
| 2019 | ф | Де ти?                | Where Are You            | Седрик                        |
| 2020 | ф | Перспективна дівчина  | Promising Young Woman    | Джим                          |
| 2021 | ф | Лакрична піца         | Licorice Pizza           | Рей                           |
| 2021 | с | Паніка                | Panic                    | Рей Холл                      |
| 2022 | ф | Ідеальне алібі        | Out of the Blue          | Коннор Бейтс                  |
| 2022 | ф | Щось від Тіффані      | Something from Tiffany's | Гері Вілсон                   |
| 2023 | ф | Дівчина-гонзо         | Gonzo Girl               | Ларрі Люкс                    |
| 2024 | ф | Я люблю тебе назавжди | I Love You Forever       | Фінн                          |
| 2024 | ф | Усміхайся 2           | Smile 2                  | Пол Хадсон                    |
| 2025 | ф | Фанатик               | Borderline               | Пол Дюерсон                   |
| 2025 | ф | Новокаїн              | Novocaine                | Саймон Грінлі                 |